# Hydrocanthus balkei
Hydrocanthus balkei is een keversoort uit de familie diksprietwaterkevers (Noteridae). De wetenschappelijke naam van de soort werd in 2006 gepubliceerd door Toledo & Hendrich.